# الأخت فا
الأخت فا (بالفرنسية: Sister Fa)‏ (إسمها الحقيقي هو فاتو دياتا ٬ ولدت عام 1982 في مدينة داكار بالسنغال) هي مغنية راب سنغالية ٬ وناشطة في مجال مكافحة ختان الإناث.

## المشوار المهني
بدأت دياتا مهنتها كمغنية راب في عام 2000 ٬ عندما أنتجت شريطها التجريبي الأول. في العام التالي ٬ قدمت دياتا عرضاً في مسابقة جوائز السنغال للهيب هوب. في عام 2005 ٬ أطلقت ألبومها الغنائي الأول بعنوان "  Hip Hop Yaw Law Fal ". وعام 2008 ٬ سافرت دياتا في أنحاء السنغال لترفع التوعية بمشكلة ختان الإناث.
في عام 2009 ٬ أطلقت ألبومها الدولي لأول مرة بعنوان " Sarabah: Tales From the Flipside of Paradise ".
و في عام 2011 ٬ تم عرض فيلم وثائقي بعنوان " Sarabah " يحكي عن جولة دياتا (تعليم بلا ختان) لأول مرة ليشارك في مهرجان "  The human rights festival : Movies That Matter " (مهرجان حقوق الإنسان: الأفلام ذات الأهمية).

## الاستقبال النقدي
استقبل ألبوم دياتا " Sarabah: Tales From the Flipside of Paradise " نقد فاتر وغير حماسي من الناقد جون اسك في هيئة بي بي سي الإعلامية ٬ حيث كتب اسك: «إن كثير من أجزاء الألبوم تتكون من ألحان مبتذلة تماما ٬ أو إيقاعها متكرر بشكل مزعج مقلداً هتافات الملعب (مثل بوم بوم با) ٬ أو تبدو بوضوح أنها موجهة إلى سوق النغمات.».
في صحيفة الديلي تلغراف البريطانية ٬ أعطى الموسيقي مارك هدسون الألبوم ثلاث نجوم من خمس نجوم ٬ وقال أن: «دياتا تباري تعبيرها الجرئ بالألفاظ في مقابلة الألحان التقليدية الرائعة ٬ في هذا السَبق المصنوع بمهارة.».
انتقد المغني ريك اندرسون الألبوم في موقع أول ميوزيك قائلا: «إنه من النادر أن يوازن مغني هيب هوب بين الخفة والجدية والكآبة والرسالة الهادفة بطريقة ناجحة مثل ما تفعل دياتا ٬ خاصة في المرة الأولى لها.».

## الحياة الشخصية
تعرضت دياتا للختان عندما كانت طفلة.
في عام 2005 ٬ قابلت دياتا أخصائي السلوك النمساوي لوكاس ماي ٬ ثم تزوجا في خلال أسبوع.
في شهر مارس عام 2006 ٬ انتقلت دياتا مع زوجها إلى برلين.